# كارل لوجر
كارل لوجر (بالإنجليزية Karl Lueger )، سياسي نمساوي عمدة فيينا، وزعيم وأحد مؤسسي الحزب الاجتماعي المسيحي النمساوي.
ولد عام (24 أكتوبر 1844 وتوفي 10 مارس 1910)، في مدينة ويدن، في الإمبراطورية النمساوية. كان له الفضل في تحويل مدينة فيينا إلى مدينة حديثة. يُنظر أحياناً لحزبه المعادي للسامية والمُتبع لسياسة الشعوبية كنموذج لنازية هتلر.

## أوائل حياته ومهنته
جاء كارل لوجر من أصول متواضعة، ولد في مدينة ويدن (كانت منذ عام 1850 المنطقة الرابعة لفيينا) لأب يدعى ليوبولد لوجر وزوجته تدعى جوليان. مسقط رأسه هو الآن في الجزء الغربي من المبنى الرئيسي لجامعة فيينا للتكنولوجيا في ساحة كارلبلاتس حيث عمل والد لوجر بوصفه مرشد في معهد فيينا للتكنولوجيا.